# کیم جی وونگ
کیم جی وونگ؛از بازیگری تا آواز در مسیر شکوفایی ستاره ای بی همتا در zb1
کیم جی وونگ (کره‌ای: 김지웅؛ زادهٔ ۱۴ دسامبر ۱۹۹۸) بازیگر، خواننده و مدل اهل کره جنوبی است. او بیشتر به خاطر حضور در برنامه واقع‌نمای رقابتی سال ۲۰۲۳ شبکه ام‌نت به نام بویز پلنت شناخته می‌شود که در قسمت فینال به جایگاه هشتم رسید و عضو گروه پسرانهٔ زیروبیس‌وان شد. او عضو پیشین گروه پسرانهٔ آی‌ان‌اکس بود که در سال ۲۰۱۷ منحل شد.

## فیلم‌شناسی

### فیلم
| سال  | عنوان                | نقش        | توضیحات  | منابع |
| ---- | -------------------- | ---------- | -------- | ----- |
| ۲۰۲۱ | ریکان                | یو سانگ ته | نقش مکمل | [ ۳ ] |
| ۲۰۲۲ | لب‌های بوسیدنی (فیلم) | کیم جون هو | نقش اصلی | [ ۴ ] |

### مجموعه اینترنتی
| سال  | عنوان                  | نقش        | توضیحات           | منابع        |
| ---- | ---------------------- | ---------- | ----------------- | ------------ |
| ۲۰۲۱ | خون شیرین              | یون چی وو  | نقش اصلی          | [ ۵ ]        |
| ۲۰۲۲ | دروغ نگو، راهی         | سول هو وون | نقش اصلی          | [ ۶ ]        |
| ۲۰۲۲ | لب‌های بوسیدنی          | کیم جون هو | نقش اصلی          | [ ۷ ]        |
| ۲۰۲۲ | معتادان فروشگاه        | شی وو      | نقش مکمل          | [ ۸ ]        |
| ۲۰۲۲ | پرو، تین               | اون گا رام | نقش اصلی (قسمت ۵) | [ ۹ ]        |
| ۲۰۲۲ | هم‌اتاقی‌های پونگ‌داک ۳۰۴ | جی هو جون  | نقش اصلی          | [ ۷ ] [ ۱۰ ] |

### برنامه تلویزیونی
| سال  | عنوان                | نقش        | توضیحات                                        | منابع         |
| ---- | -------------------- | ---------- | ---------------------------------------------- | ------------- |
| ۲۰۲۰ | برن آپ: چالش بیلبورد | شرکت کننده | برنده                                          | [ ۱۱ ]        |
| ۲۰۲۳ | بویز پلنت            | شرکت کننده | در جایگاه هشتم قرار گرفت و عضو گروه زی‌بی‌وان شد | [ ۱۲ ] [ ۱۳ ] |